# Flora Suya
Flora Suya es una actriz malauiana. Fue nominada en la categoría de mejor actriz protagónica en las ediciones sexta y novena de los Premios de la Academia del Cine Africano.

## Carrera
Junto con Tapiwa Gwaza, Suya protagonizó la película Seasons of a Life (2010), la cual narra el calvario de una criada africana que fue abusada sexualmente por su jefe. Esta actuación le valió una nominación a los Premios de la Academia del Cine Africano. En 2013 protagonizó la película de Shemu Joyah, Last Fishing Boat, papel que le valió una nueva nominación a los AMAA. En 2014 fue escogida como protagonista en la película zambiana Chenda, que relata los problemas por los que pasan las mujeres estériles y la reacción negativa de los hombres africanos ante esta condición. La cinta finalmente fue estrenada en 2015.

### Actualidad
En 2016, su película My Mothers Story hizo parte de la selección del Festival de Cine Africano de Silicon Valley en los Estados Unidos. La película retrata los sufrimientos por los que pasan las mujeres para sacar adelante su hogar sin la ayuda de un marido. En ella interpreta a Tadala, una madre soltera en un ambiente africano sensible al género y a la cultura.